# Messages révolutionnaires
 (avril 2018).
Si vous disposez d'ouvrages ou d'articles de référence ou si vous connaissez des sites web de qualité traitant du thème abordé ici, merci de compléter l'article en donnant les références utiles à sa vérifiabilité et en les liant à la section « Notes et références ».
Messages Révolutionnaires est une série d'essais et d'articles écrits par Antonin Artaud entre 1935 et 1936 et publiée en 1970. 
L'auteur y traite de problèmes d'actualité, de questions liées aux cultures et civilisations mexicaine et européenne, du mouvement surréaliste, de théâtre, et y développe certaines de ses positions politiques. 

## Résumé
Les Messages Révolutionnaires regroupent la plupart des écrits d'Antonin Artaud lors de son voyage au Mexique en 1936. Leur rédaction est contemporaine de celle du Théâtre et son Double (1938), ou plus précisément de ses révisions en vue de sa publication. 
Le livre s'ouvre par trois conférences données par Antonin Artaud à l'Université de Mexico les 26, 27 et 29 février 1936. L'auteur y fait état de l'échec du surréalisme, qui s'est selon lui trompé de révolution en adhérant au Parti Communiste, et développe une critique du matérialisme dialectique qui aurait le défaut d'insinuer une vision « fragmentaire » de la vie. Il appelle toutefois à une révolution qu'il ne veut pas que sociale, mais aussi métaphysique, constatant le désarroi et l'esprit de révolte de la jeunesse française. Il conclut avec un éloge de la civilisation mexicaine qui devrait inspirer l'Europe vieillissante. 
Les textes suivants sont des articles de presse, parus pour la plupart dans le quotidien El Nacional Revolucionario et traitent des sujets évoqués plus tôt, mis en lien avec l'histoire du théâtre français, la peinture contemporaine, l'histoire politique récente ou encore la vie personnelle d'Antonin Artaud. Le livre s'achève sur trois textes consacrés à la peinture de María Izquierdo, Franz Hals et Ortiz Monasterio. 

## Composition de l'œuvre et histoire de la publication
Ce livre a été publié pour la première fois en 1970, soit 22 ans après la mort de l'auteur. Contrairement à la plupart des ouvrages publiés de son vivant, il n'a donc pas participé à l'édition. Nous devons donc la composition des Messages Révolutionnaires à Paule Thévenin, dans la première édition des Œuvres Complètes d'Antonin Artaud. 
L’essentiel de ces textes ayant été publiés en espagnol, ils ne parurent pas dans leur version française du vivant de l’auteur. Seules les « Trois conférences prononcées à Mexico » furent envoyées en français par Artaud lui-même à Jean Paulhan, alors directeur de la Nouvelle Revue Française, dans une lettre où il précise le titre qu’il veut donner à cet ouvrage à paraître, « Messages révolutionnaires ». C’est l’écrivain guatémaltèque Luiz Cardosa y Aragón, ami et collègue d’Artaud à El Nacional, qui réalise la première édition de ces textes en un seul volume en 1962, sous le titre México.
Ces textes, à l’exception de deux de ceux concernant les indiens Tarahumaras, furent repris en 1970 par Paule Thévenin pour le tome VIII des Œuvres Complètes sous le titre De quelques problèmes d'actualité aux messages révolutionnaires, retranscrits de l’espagnol pour l’occasion par Philippe Sollers et Paule Thévenin (sous le pseudonyme de Marie Dézon). 
Cette édition fut reprise en 1998, dépourvue des lettres et des notes intimes qui l’accompagnaient dans le volume des Œuvres complètes, sous le titre Messages Révolutionnaires dans la collection Folio Essais de Gallimard. Les Messages révolutionnaires sont également repris dans le volume Œuvres de la collection Quarto, édition établie par Évelyne Grossman en 2004, dans une version légèrement différente car elle omet la plupart des textes à propos du théâtre et de la peinture.

## Des nouveaux messages révolutionnaires, découvert en 2009 à Cuba
Dans une lettre datée du 27 juin 1936, Antonin Artaud écrit du Mexique à Gaston Gallimard : « J’écris actuellement dans le National Revolutionario, journal gouvernemental de Mexico, dans Gropos et Carteles de Cuba. » (V, 208)
Bien que l’éditrice d’Artaud Paule Thévenin était au courant de l’existence de ses textes elle n’avait cependant pas pu les trouver. Dans l’Addendum de la seconde édition du tome VIII, elle précise en note de page : « Nous savons par Alejo Carpentier, qui était employé pour cela, qu’il avait remis plusieurs articles à des périodiques cubains (Carteles et Gropos), afin de se faire quelque argent. Les démarches que nous avons faites pour retrouver ces textes ont rencontré d’assez grandes difficultés et le seul texte que jusqu’à présent nous ayons pu retrouver ne nous est parvenu qu’après première édition du présent tome. »
Le 3 juin 2009, la poétesse Laurine Rousselet se trouvant à la Havane pour une « résidence d’écriture » accordée par l’Institut français, découvre à la Bibliothèque José Martin quatre articles inédits d’Artaud publié dans la revue Grafos et non pas Gropos.
En 2016, l’essayiste et psychiatre Perdo Marquez de Armas, sans être au courant de la découverte de Laurine Rousselet, découvre lui aussi l’existence de ces textes dans une note du journal de la Marine de Cuba, où le nom d’Artaud est mentionné : « Grafos de juin 1936 propose des collaborations assez intéressantes avec des chercheurs comme Antonin Artaud, Gaston Mora, Maruja Mallo, Ramon Loys... » Diario de la Marina/28 juin 1936. .
Pedro Marquez de Armas rencontre en janvier 2018 à Barcelone le chercheur cubain Ricardo Hernadez Otero qui l’aide en avril à trouver ces textes. Pedro Marquez de Armas publie Artaud en La Habana d’abord aux éd. Duanel Diaz Infante/2019 puis aux éd. Blurb en décembre 2021. En France ses textes seront publié le 20 octobre 2021 aux éditions L’harmattan dans l’ouvrage de Laurine Rousselet Correspondance avec Bernard Noël (Artaud à La Havane).
Ces nouveaux textes sont loin d’être dépourvus de valeur et auraient tout à fait leur place dans les Messages révolutionnaires. Pour avoir une idée plus précise de certains de ses textes citons quelques passages.
Dans Le Théâtre et le Mexique, Artaud écrit : « Dans un monde où la civilisation blanche a fait faillite, et prouve par tous les moyens sa nocivité redoutable, ce n’est pas le moment de détruire les sources qui pourraient nous éviter de désespérer. » Le théâtre au Mexique in: Laurine Rousselet, Correspondance avec Bernard Noël (Artaud à la Havane), ed. L’harmattan. 
Dans La corrida et les sacrifices humains, Artaud écrit : "Le drame réside dans l'excitation des instincts. il réside dans ce qui fait l'intérêt de tout spectacle: une élévation des sentiments humains." Antonin Artaud, La corrida et les sacrifices humain. in: Laurine Rousselet, Correspondance avec Bernard Noël (Artaud à la Havane), ed. L’harmattan. 
Dans Peinture rouge, Artaud écrit « La peinture d’aujourd’hui a besoin d’une infusion de sang mythique. » Peinture rouge texte inédit d’Artaud in: in: Laurine Rousselet, Correspondance avec Bernard Noël (Artaud à la Havane), ed. L’harmattan. 
Dans son dernier texte Les Indiens et la métaphysique Artaud écrit : « Je peux dire que, lorsque l’on monte là où vivent les Indiens Tarahumaras, la vie humaine tout entière change de plan, et que l’on entre avec eux dans un monde véritablement métaphysique, car c’est d’une élévation du niveau de la pensée humaine qu’il est ici question. » Antonin Artaud, Les indiens et la métaphysique, in: Laurine Rousselet, Correspondance avec Bernard Noël (Artaud à la Havane), ed. L’harmattan.
Source: https://actualitte.com/article/108538/archives/des-textes-inedits-d-antonin-artaud-publies-a-cuba-en-1936.
1. ↑  Antonin Artaud, « Lettre du 21 mai 1936 à Jean Paulhan », in Œuvres, Paris, Gallimard, coll. « Quarto », 2004, p. 667
2. ↑  (es) Antonin Artaud, Mexíco, Mexíco, Universidad nacional autónoma de México, coll. « Poemas y ensayos », 1962